# León Cortés Castro

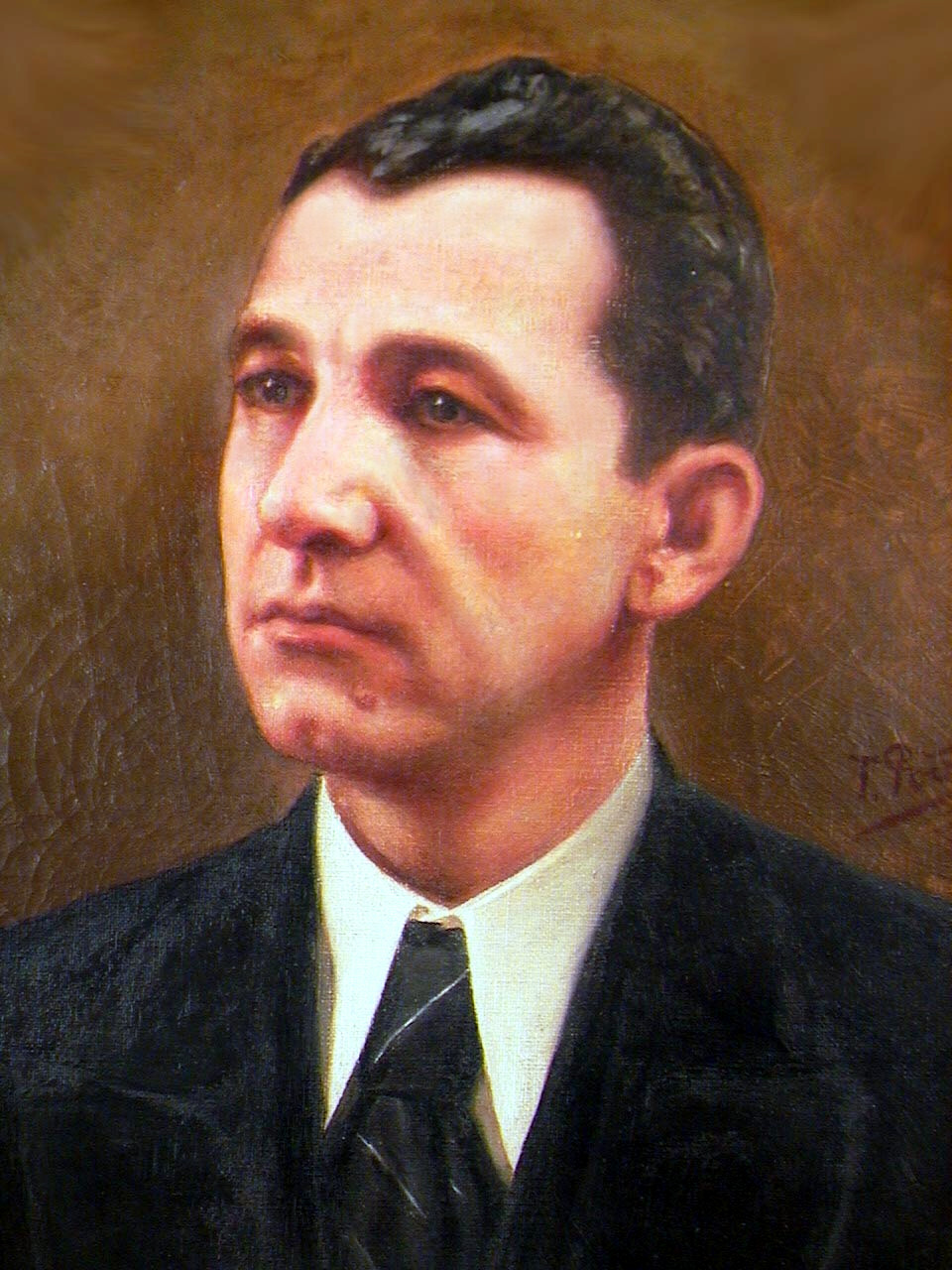
León Cortés Castro

León Luis Cortés Castro (* 8. Dezember 1882 in Alajuela; † 3. März 1946 in Santa Ana) war Präsident von Costa Rica.

## Leben
Seine Eltern waren Fidelina Castro Ruiz und der Arzt Dr. Roberto Cortés y Cortés.
Sein Vater war in Kolumbien geboren und hatte im Deutschen Reich Medizin studiert.
Am 28. September 1905 heiratete er in Alajuela, Julia Fernández Rodríguez.
León Cortés Castro war Mitglied der Partido Republicano Nacional.
León Cortés Castro war Direktor der Archivos Nacionales.
In seiner Amtszeit gab es eine Bankreform, Bananenproduktion in der südlichen Pazifikregion wurde subventioniert die Häfen Quepos und Golfito wurden errichtet.
Unter seiner Regierung erreichte der Anteil des Kaffees, welcher in das Deutsche Reich exportiert wurde, 40 %. Einer seiner Ratgeber war Max Effinger, der Leiter des Amtes für Öffentliche Arbeiten, welcher unter der Regierung Julio Acosta García aus dem Deutschen Reich eingewandert war und nach dem 6. Dezember 1941 als Deutscher interniert wurde.
1936 wurde in Liberia ein massives Gefängnis unter der Bauleitung von Max Effinger errichtet.
Er intensivierte die Beziehungen zum nationalsozialistischen Deutschen Reich und verhinderte, dass Juden nach Costa Rica fliehen konnten.